# Pointe de Ronce
Pointe de Ronce – szczyt w Alpach Graickich, części Alp Zachodnich. Leży we wschodniej Francji w regionie Owernia-Rodan-Alpy. Należy do masywu Alpi di Lanzo e dell’Alta Moriana. Szczyt góruje nad lodowcami Glacier de l’Arcelle Neuve i Glacier du Vieux.
Pierwszego wejścia dokonał Robert de Lamanon w 1784 r.